# آسمودئوس

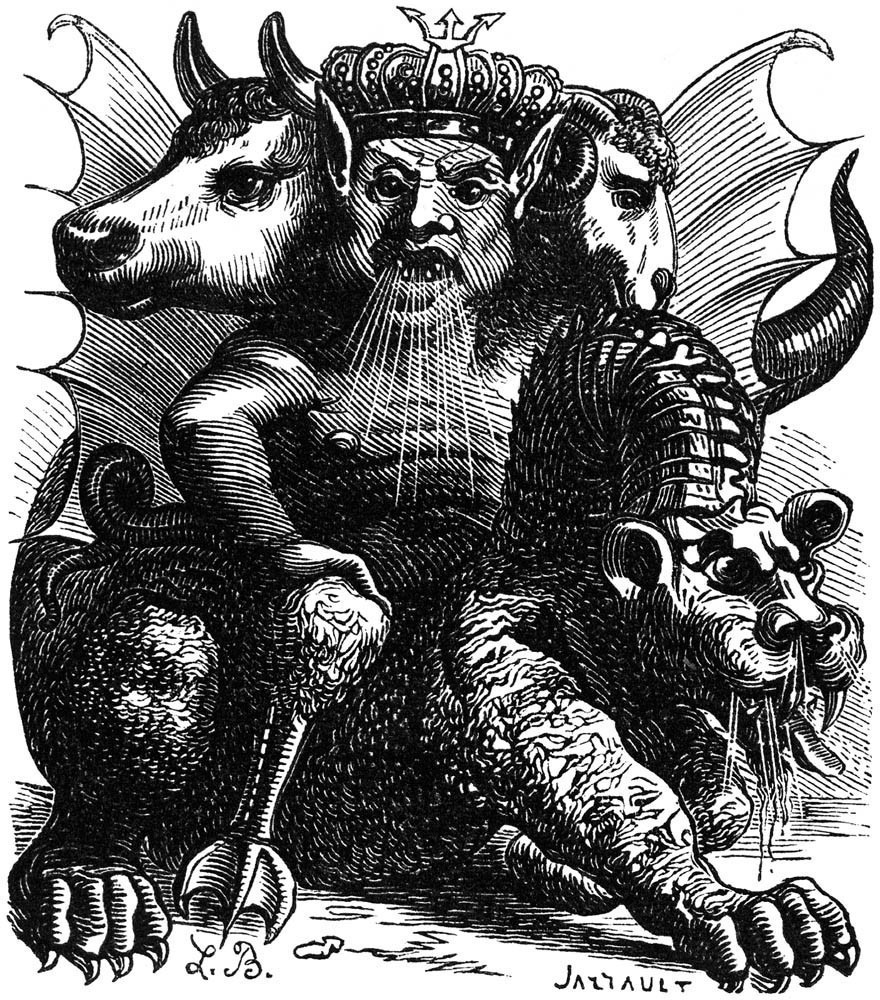
تصویر ترسیم‌شده از پادشاه آشمودای در کتاب دیوشناسی فرهنگ لغات دوزخی، نوشتهٔ ژاک کولان دو پلانسی.

آسمودئوس (‎/ˌæzməˈdiːəs/‎; یونانی باستان: Ἀσμοδαῖος، Asmodaios) یا آشمودای (‎/ˈæʃmɪˌdaɪ/‎; عبری: אַשְמְדּאָי‎، ʾAšmədʾāy)، شاهزادهٔ دیوها و جهنم است. در اسلام و یهودیت او پادشاه هر دو شیاطین شامل (جن/شدیم) و دمون‌ها (دیو) است. آسمودئوس بیشتر از کتاب قانونی ثانی توبیاس شناخته می‌شود که در آنجا به عنوان هماورد اصلی، یا آرس گویتیا است. در طبقه‌بندی شیاطین اسقف افتخاری و متخصص الهیات پیتر بینسفلد، آسمودئوس به عنوان یکی از هفت پادشاه جهنم و عهده‌دار یکی از هفت گناه کبیره، نماد و مظهر شهوت است. در برخی از افسانه‌های تلمودی نیز از این دیو یاد شده‌است؛ به‌طور مثال در داستان ساخت هیکل سلیمان. در اسلام به نام او تحت عنوان شخصیت عروسکی در قرآن اشاره شده، که سلیمان را از سلطنتش خلع کرد و خود بر قلمرو پادشاهی وی سلطنت کرد.
در کتاب دیوشناسی ژاک کولان دو پلانسی تحت نام فرهنگ لغات دوزخی، آسمودئوس با سینهٔ انسان، پای خروس، دم مار، و سه سر (اولی به مانند یک گاو نر، دومی به شکل مردی که آتش از دهانش بر افروخته می‌شود و سومی یک قوچ) سوار بر شیری دارای بال و گردن اژدها به تصویر کشیده می‌شود.